# Union des chrétiens républicains
L’Union des chrétiens républicains est un parti politique de la République démocratique du Congo (RDC). Son président est Pene Kalulumia.